# 西茨町
西茨町（にしいばらちょう）は、愛知県瀬戸市陶原連区の町名。丁番を持たない単独町名である。

## 地理
- 瀬戸市の中央部に位置する[8]。西を東権現町、北を幸町・銀杏木町・陶栄町、東を東茨町・萩殿町、南を萩山台・原山台と隣接している[8]。
- 北部は住宅や商店が混在し、南部は丘陵地で南公園や市文化センターが整備されている[8]。

### 河川
- 東茨川（瀬戸川支流） ： 町の北端、銀杏木町との町境を西流している。
- 西茨川（瀬戸川支流） ： 町の西部を北流している[注釈 1]。

- 東茨川（西茨町・銀杏木町境）
- 西茨川（西茨町内）

### 学区
市立小・中学校に通う場合、学区は以下の通りとなる。また、公立高等学校普通科に通う場合の学区は以下の通りとなる。
| 番・番地等 | 小学校             | 中学校               | 高等学校 |
| ---------- | ------------------ | -------------------- | -------- |
| 全域       | 瀬戸市立陶原小学校 | 瀬戸市立水無瀬中学校 | 尾張学区 |

## 歴史

### 町名の由来
明治時代、瀬戸南部の砂防大工事の際、この地にはバラ、アカシヤ等とげのある植物が群生していたことから茨町と呼ばれるようになり、その西方にあたるので西茨町と名づけられたと推察される。

### 沿革
- 1942年（昭和17年）1月9日 - 瀬戸市大字瀬戸字西茨・東犬塚の各一部により、同市西茨町として成立[2]。
- 1982年（昭和57年）3月1日 - 萩殿町の一部を編入[12]。
- 1985年（昭和60年）3月25日 - 町域の一部を原山台8丁目に編入[13]。

## 世帯数と人口
2024年（令和6年）1月1日現在の世帯数と人口は以下の通りである。
| 町丁   | 世帯数  | 人口  |
| ------ | ------- | ----- |
| 西茨町 | 224世帯 | 472人 |

### 人口の変遷
国勢調査による人口の推移
| 1995年（平成7年）  | 442人 | [ 14 ] |  |
| 2000年（平成12年） | 370人 | [ 15 ] |  |
| 2005年（平成17年） | 516人 | [ 16 ] |  |
| 2010年（平成22年） | 534人 | [ 17 ] |  |
| 2015年（平成27年） | 499人 | [ 18 ] |  |
| 2020年（令和2年）  | 481人 | [ 19 ] |  |

### 世帯数の変遷
国勢調査による世帯数の推移。
| 1995年（平成7年）  | 177世帯 | [ 14 ] |  |
| 2000年（平成12年） | 149世帯 | [ 15 ] |  |
| 2005年（平成17年） | 218世帯 | [ 16 ] |  |
| 2010年（平成22年） | 207世帯 | [ 17 ] |  |
| 2015年（平成27年） | 198世帯 | [ 18 ] |  |
| 2020年（令和2年）  | 193世帯 | [ 19 ] |  |

## 交通

### 鉄道
町内に鉄道は走っていない。最寄り駅は名鉄瀬戸線尾張瀬戸駅になる。

### バス
瀬戸市コミュニティバス「上之山線」
- 瀬戸駅前 - 瀬戸口駅 - 山口駅 - サンヒル上之山 - 八草駅 系統 ： 文化センターバス停

- 文化センターバス停

### 道路
愛知県道57号瀬戸大府東海線 ： 町の北部から西部に向かって通っている。

## 施設
- 瀬戸市文化センター[8] ： 文化ホール、文化交流館、瀬戸市美術館の3棟からなる瀬戸市の文化の発信拠点施設[20]。
- 愛知朝鮮第七初級学校 ： 1946年（昭和21年）に朝鮮人連盟瀬戸学院として創立。学校法人愛知朝鮮学園が運営[21]。
- 旧・産業技術総合研究所中部センター瀬戸サイト[8] ： 1932年（昭和7年）に瀬戸市立窯業試験場として設立し、2001年（平成13年）に現名称になった[22]。陶磁器研究や人材育成に大きな業績を残してきたが、2012年（平成24年）に閉所[22]。閉所後は瀬戸市が国から土地の譲与を受けて以降、活用法を議論してきたが、跡地を含む市有地を住宅や店舗などに用途を限った制限付き一般競争入札で売却することになった[23]。
- せとあかり工房 ： 創業95年の歴史ある工房[24]。特有の色味と質感をもつ和紙と瀬戸焼陶を使ったランプシェード作りが体験できる[24]。
- 瀬戸南公園[8] ： 瀬戸市文化センターや瀬戸市美術館、瀬戸南公園グラウンド等を有する都市公園。

- 瀬戸市文化センター
- 文化ホール
- 文化交流館
- 瀬戸市美術館
- 愛知朝鮮第七初級学校
- 旧・産業技術総合研究所中部センター瀬戸サイト
- せとあかり工房
- 瀬戸南公園
- 南公園グラウンド

## その他
町名としての西茨町の茨の字は、正式には下の部分が「次」の字のように書く茨󠄀である。

### 日本郵便
- 郵便番号 : 489-0884[6]（集配局：瀬戸郵便局[25]）。